# روبن ريوس
روبن ريوس (من مواليد 5 تشرين الأول 1984 في ألكمار) هو متزلج هولندي فني على الجليد. هو البطل الوطني الهولندي لعام 2005. احتل المركز 25 في بطولة العالم للتزلج على الجليد لعام 2004 للناشئين. منذ ذلك الحين أصبح محترفًا. وفي عام 2006، شارك في الرقص على الجليد.

## النتائج
| الحدث                          | 2002-03                 | 2003-04                  | 2004-05        |
| ------------------------------ | ----------------------- | ------------------------ | -------------- |
| بطولة العالم للناشئين          |                         | المرتبة الخامسة والعشرون |                |
| البطولات الهولندية             | المرتبة الأولى للناشئين | المرتبة الأولى للناشئين  | المرتبة الأولى |
| كأس التنين                     |                         | المرتبة الرابعة للناشئين |                |
| الكأس الدولي المتميز           |                         | المرتبة الثانية عشرة     |                |
| كأس المتزلجين البلوري الروماني |                         | المرتبة الخامسة          |                |